# Le Feu de Dieu (film)
Pour les articles homonymes, voir Le Feu de Dieu.
Pour plus de détails, voir Fiche technique et Distribution.
Le Feu de Dieu est un film franco-italien réalisé par Georges Combret, sorti en 1967.

## Synopsis
Dans un couple ayant une grande différence d'âge, la femme va commencer à entretenir une relation avec un amant de son âge.

## Fiche technique
- Titre : Le Feu de Dieu
- Réalisation : Georges Combret
- Scénario : Georges Combret et Michel Dubosc
- Photographie : Pierre Lebon
- Son : Marcel Royné
- Musique : Camille Sauvage
- Décors : Jean-Paul Coutan-Laboureur
- Montage : Louis Devaivre
- Sociétés de production : Radius Productions - Pamec Cinematografica
- Pays :  France -  Italie
- Durée : 95 minutes
- Date de sortie : 
  - France : 28 avril 1967

## Distribution
- René Dary : Marois
- Dominique Boschero : Monique
- Noële Noblecourt : Colette
- Achille Zavatta : Pierre
- Maurice Sarfati : Michel
- Claudio Camaso : Jean-Louis
- Jean Maley